# Leonardo Véliz
Leonardo Iván Véliz Díaz (født 3. september 1949 i Valparaíso, Chile) er en tidligere chilensk fodboldspiller (angriber).
Velíz tilbragte hele sin karriere i hjemlandet, hvor han primært var tilknyttet Colo-Colo og Unión Española. Han var med til at vinde flere mesterskaber med begge klubber, og vandt med Colo-Colo desuden to gange pokalturneringen Copa Chile.
Velíz spillede desuden 39 kampe for det chilenske landshold. Han deltog ved VM i 1974 i Vesttyskland, hvor han spillede alle sit lands tre kampe. Han var også med til at vinde sølv ved Copa América i 1979.

## Titler
Primera División de Chile
- 1972, 1979 og 1981 med Colo-Colo
- 1975 og 1977 med Unión Española

Copa Chile
- 1974 og 1981 med Colo-Colo